# Smrtnost majki crne rase u Sjedinjenim Američkim Državama
Smrtnost majki crne rase u Sjedinjenim Američkim Državama je smrtnost žene za vreme trudnoće, na porođaju i šest nedelja (42 dana) posle porođaja, nezavisno od trajanja ili lokalizacije trudnoće, i odnosi se na učestalost smrtnosti majki u crne rasa ili afroamerikanca. Uobičajeni uzroci smrtnosti majki su stanja koja se javljaju ili pogoršavaju tokom trudnoće. Prema tome, većina slučajeva smrtnosti majki je smrt koja se može sprečiti. U Sjedinjenim Američkim Državama, CDC je izvestio da stopa smrtnosti majki crne rase  dva do tri puta veća nego kod belih žena.
Ona može nastati zbog bilo kog uzroka u vezi sa trudnoćom ili sa pogoršanjem toka trudnoće ili pri njenom vođenju, ali ne kao posledica slučajnih ili uzgrednih uzorka. Istraživači su identifikovali nekoliko razloga za disparitet crno-bele smrtnosti majki u Sjedinjenim Američkim Državama, uključujući istorijske razloge, pristup nezi, socioekonomski status, učestalost postojećih uslova, medicinski rasizam i nemogućnost pristupa legalnom abortusu.
Najnovijim istraživanjim zaključeno je da je  povećani koeficijenti smrtnosti u Sjedinjenim Američkim Državama posldnjih godina odražavaju značajne socijalne, ali i medicinske izazove i usko su povezani sa nedostatka pristupa zdravstvenoj zaštiti kod hispano crnačke populacije. Rezultati pružaju dokaze o snažnom doprinosu rasne nejednakosti u majčinskoj smrtnosti u Sjedinjenim Američkim Državama i sugerišu da će rešavanje problema povezanih s disparitetom zdravstvene zaštite i pristupom ovoj populaciji igrati važnu ulogu u nacionalnim pokušajima da se preokrene ovaj trend smrtnosti.

## Opšte informacije
Generalno se pravi razlika između„ direktne majčine smrti “koja je posledica komplikacija same trudnoće, porođaja ili nege i„ indirektnog uzroka smrti “koja je smrt povezana sa trudnoćom kod pacijenta sa već postojećim ili nedavnim zdravstvenim problemom. Ostale smrti koje se dogode tokom trudnoće i nisu s njom povezane nazivaju se slučajnim, zadesnim ili neakušerskim.
Smrtnost majki je sentinelni događaj i kao takav pokazatelj kvalitet zdravstvenih sistema u državama i zemljama sveta. Postoje faktori povezani sa majčinom smrću koji ne impliciraju dobro ili loše opšte zdravlje, poput tajnog pobačaja i smrtnih slučajeva povezanih sa nasiljem nad ženama. Stopa smrtnosti majki koja je povezana sa tajnim abortusom je 2,95 puta veća od stope trudnoće koja dovodi do porođaja. Takođe je zabeleženo da se oko 10% smrtnosti majki dogodi nakon 42 dana puerperijuma, tako da neke definicije prelaze kasni puerperijum i uključuju do godinu dana nakon porođaja. Prepoznato je da su podaci dobijeni o smrtnosti majki nepotpuni, jer manje od 40% zemalja članica SZO izveštava o svojim nivoima materinske smrtnosti na ispravan, sistematičan i proverljiv način.
Drugi pokazatenj mortaliteta u odnosu na trudnoću su smrtne slučajeve povezane sa trudnoćom, koji, produžavaju period razmatranja tako da obuhvataju i do 1 godinu od kraja trudnoće, bez obzira na ishod. Smrt povezana sa trudnoćom, kako je definisao Američki koledž za akušerstvo i ginekologiju kao i sve smrti u roku od jedne godine od ishoda trudnoće, bez uzimanja u obzir bilo kakvog uzročnog efektai da li je trudnoća direktno ili indirektno uzrokovala smrt.
Dva indikatora smrti porodilja koje se koriste naizmenično su odnos smrtnosti majki i stopa smrtnosti majki, oba skraćeno „MMR“. Do 2017. godine, stopa smrtnosti majki u svetu opala je za 44% od 1990. godine, ali i dalje svakog dana 808 žena umire zbog trudnoće ili porođaja. Prema izveštaju Fonda Ujedinjenih nacija za stanovništvo (UNFPA) za 2017. ovo je ekvivalentno smrti: „oko jedne žena na svaka dve minute, kao i činjenici da na svaku ženu koja umre, 20 do 30 je sa komplikacija ili sa ozbiljnim ili dugotrajnim posledicama. Većina ovih smrtnih slučajeva i povreda se u potpunosti moglo sprečiti."
Fonda Ujedinjenih nacija za stanovništvo procenio da je 303.000 žena umrlo od trudnoće ili porođaja u 2015. godini. Ovi uzroci se kreću od jakog krvarenja do otežanog porođaja, za koje dans postoje visoko efikasne intervencije. Kako su žene imale pristup planiranju porodice i kvalifikovanom licu i porođaja sa rezervnom hitnom akušerskom zaštitom, globalni odnos smrtnosti majki pao je sa 385 umrlih majki na 100.000 živorođenih 1990. godine na 216 smrtnih slučajeva na 100.000 živorođenih 2015. godine, a mnoge zemlje su prepolovile svoje stope smrtnosti majki u poslednjih 10 godina.
Iako su učinjeni brojni pokušaji smanjenja smrtnosti majki, ima još mnogo prostora za poboljšanje, posebno u siromašnim regionima. Preko 85% smrtnih slučajeva majki dolazi iz siromašnih zajednica u Africi i Aziji, ali i Sjedinjenih Američkih Država. Efekat majčine smrti rezultira ranjivim porodicama, a njihova novorođenčad, ako prežive porod, imaju veću verovatnoću umiranja pre nego što napune drugi rođendan.

## Stope smrtnosti majki
Iako su stope smrtnosti majki u Sjedinjenim Američkim Državama i dalje relativno visoke u poređenju sa drugim razvijenim zemljama, određene rasne grupe imaju veću stopu smrtnosti od drugih. U 2010. godini, majke crnkinje imale su stopu smrtnosti  koja je bila tri puta veća od stope smrtnosti majki bele rase.
Iako je procenjena nacionalna stopa smrtnosti majki u Sjedinjenim Američkim Državama  oko 17 na 100.000, ona  je oko 43 na 100.000 živorođene dece za žene crne rase.
Pojedini istraživači  su citirali podatke iz CDC studije o nadzoru trudnoće koji su pokazali da su značajno veće stope smrtnosti majki crnkinja rezultat opšte veće stope smrtnosti ove rase ljudi, a ne većeg broja slučajeva ili incidence. To ukazuje na to da viša stopa smrtnosti majki među crnkinjama nije rezultat većeg broja slučajeva visokog rizika, već zato što postoji rasna opterećenost većom verovatnoćom da će majke crnkinje umreti tokom ili nakon porođaja. Ista studija pokazala je da se jaz između crne i bele materinske smrtnosti znatno povećao tokom poslednjih nekoliko decenija.  Članak iz Njujork Tajmsa iz 2019. godine objavio je da je između 2000. i 2015. godine stopa nacionalne smrtnosti majki pala, ali da je istovremeno stopa smrtnosti majki crnkinja porasla.

## Definicije

### Umrla majka
Godišnji broj ženskih smrtnih slučajeva iz bilo kog uzroka koji je povezan ili je otežan trudnoćom ili njenim upravljanjem (izuzimajući slučajne ili zadesne uzroke) tokom trudnoće i porođaja ili u roku od 42 dana od prekida trudnoće, bez obzira na trajanje i mesto trudnoće, izraženo na 100 000 živorođenih, za određeni vremenski period.

### Smrtnost porodilja u vezi s trudnoćom
Smrt nastala tokom trudnoće, porođaja i puerperijuma, definiše se kao: smrt žene tokom trudnoće ili u roku od 42 dana od prekida trudnoće, bez obzira na uzrok smrti (akušerska i neakušerska smrt ). Smrtnost u vezi s trudnoćom je smrt žena u toku trudnoće ili 42 dana po završetku trudnoće, nezavisno od uzroka smrti.

### Kasna smrtnost porodilja
Kasna smrtnost porodilje je smrt žena usled direktnih ili indirektnih akušerskih komplikacija posle više od 42 dana, ali manje od godinu dana posle završetka trudnoće ili nakon prekida trudnoće.

### Indirektna akušerska smrt
Indirektna akušerska smrt je ona koja je posledica prethodne postojeće bolesti ili bolesti koja se razvila tokom trudnoće i koja nije nastala usled direktnih akušerskih uzroka, već je pogoršana fiziološkim efektima trudnoće. Primer: kod žene koja ima šećernu bolest, kada zatrudni, njena trudnoća pogoršava šećernu bolest i ona od nje umire.

### Živorođenče
Potpuno izbacivanje ili vađenje proizvoda začeća iz tela majke, bez obzira na trajanje trudnoće, koja, nakon takvog razdvajanja, udiše ili pokazuje bilo kakve druge dokaze o životu kao što su kucanje srca, pulsiranje pupčane vrpce ili određeno kretanje voljnih mišića, bez obzira da li je pupčana vrpca presečena ili nije ili je placenta pričvršćena. (ICD-10)

### Izveštavanje o smrtnosti majki
Međunarodno izveštavanje o smrtnosti majki u sklopu međunarodnog izveštavanja o smrtnosti majki, prihvata samo one smrtni slučajevi majki koji su se dogodili pre isteka 42-dnevnog referentnog perioda i treba da budu uključeni u izračunavanje različitih odnosa i stopa. Praćenje kasnijih smrtnih slučajeva omogućava dobijanje informacija za nacionalno, regionalno i globalno razumevanju ovih događaja bez obzira da li je pupčana vrpca presečena ili nije ili je placenta pričvršćena. (ICD-10)

### Doživotni rizik od majčine smrti
Doživotni rizik od majčine smrti je verovatnoća da majka zatrudni i verovatnoća da umre kao rezultat te trudnoće zbog kumuliranih životni rizik od majčine smrti tokom reproduktivnih godina žene.

### Pokazatelji smrtnosti porodilja
Pokazatelj koji se koristi za izračunavanje smrtnosti porodilja treblo bi označiti samo u odnosu na broj živorođenja ili na broj ukupnih rođenja (živorođenja plus smrti fetusa). Ako su dostupna oba pokazatelja, kalkulaciju treba izvršiti za svaki pojedinačno.
Podaci o smrtnosti majki i drugim relevantnim promenljivim dobijaju se kroz baze podataka koje vode SZO, UNPD, UNICEF i Grupa Svetske banke podataka. Podaci dostupni iz zemalja razlikuju se u pogledu izvora i metoda. S obzirom na varijabilnost izvora podataka, za svaki izvor podataka koriste se različite metode kako bi se došlo do procena u zemljama koje su uporedive i omogućavaju regionalno i globalno agregiranje.   Odnos materinske smrtnosti (MMR) definisan je kao broj umrlih majki tokom datog vremenskog perioda na 100 000 živorođenih u istom vremenskom periodu. Prikazuje rizik od majčine smrti u odnosu na broj živorođenih i u osnovi beleži rizik od smrti u jednoj trudnoći ili po jednom živorođenom detetu.

## Uzroci

### Istorijski uslovi
Članak u American Journal of Public Health identifikovao je efekte ropstva na trenutnu smrtnost majki. Autori opisuju da su zakoni porobljavanja uticali na potomstvo jer su crnačke žene naterane da rađaju decu radi ekonomske dobiti svojih vlasnika. Pored toga, mnoge medicinske i hirurške tehnike razvijene su eksploatacijom tela porobljenih crtnkinja. Ovo nasleđe zadržalo se do današnjih dana i učinilo je da manje crnkinje i dalje ne veruju medicinskoj zajednici.
Praksa preuređivanja, u kojoj su vlade identifikovale četvrti za koje se smatralo da su rizična investicije, efikasno je sprečile stanovnicima crnačkih četvrti da pristupe saveznim i bankarskim kreditima. Zbog ove odluke, samo su bolnice nižeg kvaliteta opstajale u granivcama ovih crvenih linijama, što je uticalo na ograničen pristup crnkinjama kvalitetnoj nezi do dan danas. Iako se legalna segregacija završila 1960-tih, bolnice za crnce i dalje su uglavnom lošije od onih namenjenih belcima sa višim prihodima.
Istorijski kontekst institucionalizovanog rasizma u Sjedinjenim Državama takođe je uticao na to da zajednica crnaca manje veruje medicinskim ustanovama i profesionalcima.

### Medicinski uzroci
Ova slika prikazuje glavne uzroke smrtnih slučajeva povezanih sa trudnoćom u Sjedinjenim Američkim Državama od 2011. do 2014.
Smrt majke može se pratiti i preko zdravlja majke, što uključuje fizičko vežbanje tokom čitave trudnoće i pristup osnovnoj nezi. Više od polovine smrtnosti majki dogodi se u prva 42 dana nakon rođenja. Rasa, lokacija i finansijski status doprinose kako smrtnosti majki koja utiče na žene širom zemlje.
Kao odgovor na visok nivo smrtnosti majki u Teksasu, Stejt department je 2013. godine osnovao Radnu grupu za majčinu smrtnost i morbiditet. Prema izveštaju Amnesti International-a iz 2010. godine, pet zdravstvenih stanja zajedno čini 74% svih smrtnih slučajeva majki u SAD-u.

##### Embolija
Embolija krvnih sudova ili začepljenje krvnog suda verovatno zbog duboke venske tromboze, krvnog ugruška koji se formira u dubokoj veni, obično u nogama, koja može biti i iz drugih dubokih vena možedovesti do dugoročnih efekata ili biti fatalna.

##### Krvarenje
Jako krvarenje može biti uzrokovano prirastajem placente, prirastkom i perkretom, puknućem materice, ektopičnom trudnoćom, atonijom materice, zadržanim produktima začeća i suženjem. Tokom porođaja uobičajeno je izgubiti između pola litre krvit, u zavisnosti od toga da li majka rađa prirodnim putem ili carskim rezom. Dodatna i jaka krvarenja, unutrašnjih organi majke mogu da pređu u šok zbog lošeg protoka krvi i biti fatalna.

##### Preeklampsija
Otprilike 20 nedelja do porođaja, trudnice mogu imati povišenje krvnog pritiska što bi moglo ukazivati na preeklampsiju. Preeklampsija uključuje nepravilni rad jetre i bubrega, na šta ukazuju proteini u urinu, kao i hipertenzija. Preeklampsija takođe može postati eklampsija, kada majka pada u komi, što je retko, ali fatalno.

##### Infekcija
Infekcija je veoma česta komplikacija i nastaje zbog narušenog imunološkog sistem. Naime kada je žena trudna, njen imunološki sistem se ponaša drugačije od prvobitnog, skloniji je infekciji koja može biti preteća i za majku i za bebu. Različite vrste infekcija uključuju infekciju plodne vode i okolnih tkiva, grip, infekcije genitalnog trakta i infekciju sepse / krvi. Groznica, jeza, abnormalni rad srca i disanje mogu ukazivati na neki oblik infekcije.

##### Kardiomiopatija
Kardiomiopatija, praćena uvećanjem srca, zadebljanjem i krutošću srčanog mišića dovodi do toga da srce slabi i umire. To može dovesti do niskog krvnog pritiska, smanjene funkcije srca i srčane insuficijencije. Ostali kardiovaskularni poremećaji takođe doprinose smrtnosti majki.
- Neki od glavnih uzroka smrtnih slučajeva povezanih sa trudnoćom
- Mikroskopska slika hipertrofičnih krvnih sudova u trudnoći
- Embolija i tromboza krvnih sudova
- Kardiomiopatija
- Krvarenje u bubrežnom predelu
- Embolija plućnih krvnih sudova

#### Postporođajna depresija
Postporođajna depresija se široko ne leči i neprepoznaje, ali može da dovede do samoubistva. Samoubistvo je jedan od najznačajnijih uzroka smrtnosti majki, i za koje se navodi da su u mnogim studijama uzrok broj jedan. Postporođajna depresija je uzrokovana hemijskom neravnotežom usled hormonalnih promena tokom i posle rođenja, dugotrajnija je i ozbiljnija od „bebi bluza“.

#### Direktni uzroci smrti
| Direktni uzroci smrti                            | Stopa na 100.000 materinstava |
| Tromboza i tromboembolija                        | 1.01                          |
| Antepartumsko krvarenje i postpartumno krvarenje | 0.55                          |
| Embolija amnionske tečnosti                      | 0.42                          |
| Sepsa genitalnog trakta                          | 0.29                          |
| Rana trudnoća / ektopična trudnoća               | 0.25                          |
| Preeklampsija i eklampsija                       | 0.25                          |
| Anestezija                                       | 0.13                          |

### Indirektni uzroci smrti
| Indirektni uzroci smrti                              | Stopa na 100.000 materinstava |
| Srčani                                               | 2.06                          |
| Indirektna sepsa - grip, upala pluća / drugi         | 1.26                          |
| Indirektna neurološka stanja, uključujući epilepsiju | 1.01                          |
| Psihijatrijska                                       | 0.80                          |
| Kasne smrti majki                                    | 14.12                         |

### Pristup prenatalnoj i postnatalnoj nezi
Svrha prenatalne nege je da podrži trudnice u ranoj fazi i nadgleda potencijalne faktore rizika kako bi trudnoća i porođaj bili što sigurniji i zdraviji. Literatura pokazuje da je sve veći pristup prenatalnoj nezi putem odeljenja za javno zdravlje prouzrokovao naknadno smanjenje stope smrtnosti majki crnaca.  Dalje, posedovanje manje od 5 poseta prenatalnoj nezi, nepohađanje termina za prenatalnu negu i pristup prenatalnoj nezi kasnije u trudnoći povezani su sa smrtnošću majki. Kako je crnačkim ženama veća verovatnoća da će započeti prenatalnu negu nakon prvog tromesečja, ovo je faktor koji doprinosi nepovoljnim ishodima majki.
Centar za američki napredak objavio je izveštaj 2019. godine koji je opisao „pustinje majčinske nege“ ili područja u kojima nije dostupna akušerska nega. Autori ističu da žene u ruralnim područjima i područjima sa niskim prihodima imaju niži pristup visokokvalitetnoj zdravstvenoj zaštiti majki i niži pristup bolnicama uopšte, što nužno smanjuje pristup prenatalnoj zaštiti. Druge prepreke poput nedostatka pružalaca usluga koji prihvataju javno osiguranje poput Medicaida i uslova prevoza da bi se došlo na prenatalne sastanke više pogađaju žene crnke nego belkinje u Sjedinjenim Državama.
Što se tiče postporođajne nege, žene crnke imaju oko 5% manje šansi da potraže zaštitu posle mentalnog zdravlja posle porođaja, a pored toga je manje verovatno da će žene u nastavku nastaviti kontinuiranu negu. Do ovih rezultata došlo je nakon kontrole prihoda.

## Presek kroz rasni i socioekonomski status
Dohodak je u  Sjedinjenim Američkim Državama dobro proučavan kao socijalna odrednica zdravlja i utvrđeno je da su lošiji zdravstveni ishodi u svim vremenskim periodima koji okružuju trudnoću povezani sa nižim socio-ekonomskim statusom i nivoom prihoda. Nedostatak osiguranja ili korišćenje meicinske zaštite i beskućništvo povezani su sa ozbiljnim stopama morbiditeta i sve je verovatnije da će se primeniti nacrnkinje i povećati rizik od majčine smrti.
Sistemski rasizam doprinosi većoj verovatnoći da će crnkinje pripadati nižim socioekonomskim klasama. Studija iz časopisa Nature Public Collection  istakla je da pandemija kovida 19 povećava ranjivost crnkinja za koje postoji veća verovatnoća da će raditi na poslovima koji nose veći rizik od direktne izloženosti kovidu 19 i veća verovatnoća da će izgubiti prihod zbog nezaposlenosti . Ovo je dodatak tome što pandemija čini pristup perinatalnoj nezi izazovnijim, a razlike u primanjima čini još oštrijima. Istraživači koji su autori ove studije preporučuju da se posebno obrate faktori povezivanja koji utiču na majke crne rase tokom pandemije kovida 19 kako bi se videla opipljiva poboljšanja u ishodima zdravlja crnih majki.

### Postojeći uslovi
Studija koju su sproveli Ami Metcalfe, James Vick i Paul Ronkslei analizirajući trendove  majčinske smrtnosti od 1993. do 2012. godine pokazala je da se procenat crnih žena  u postojećim uslovima povećao sa oko 10% na oko 17%, što je najviše od svih ostalih rasnih i etničkih grupau Sjedinjenim Američkim  Državama. Povrh svega, žene crnkinje imaju veću verovatnoću da imaju neplaniranu trudnoću - i samim tim im je veća verovatnoća da im nedostaje prethodno praćenje i lečenje postojećih stanja pre, tokom i posle trudnoće.
Drugačija studija Deirdre Ovens i Sharla Fett ističu da svakodnevni i institucionalni rasizam protiv crnaca može uticati na zdravlje crnkinja i povećati rizik od visokog krvnog pritiska, što zauzvrat povećava rizik od eklampsije, glavnog uzroka sa trudnoćom povezane smrti.

### Rasizam
Studija Metcalfe-a i saradnika koja analizira trendove smrtnosti majki u Sjedinjenim Američkim  Državama tokom vremena citirala je dokaze o uticaju strukturnog rasizma na povećanje smrtnosti crnih majki.   Jedna od manifestacija ovoga je lošiji kvalitet bolnica koje crne žene posećuju u poređenju sa belkinjama, a bolnice koje često imaju crne žene prijavljuju veće stope materinskog morbiditeta. Pored toga, crno-beli pacijenti se različito odnose prema zdravstvenim radnicima. Osim toga crnkinje, za razliku od ostalih rasnih manjina, manje vole da se leče indukovanim radom nego belkinje.
Još jedan fenomen koji doprinosi smrtnosti majki crnkinja je odbijanje lečenja žena crnkinja od strane medicinskih stručnjaka. Publikacija Harvard School of Public Health raspravljala je o ovom fenomenu prikupljajući brojne primere medicinskih profesionalaca koji su prezirni ili pružaju odloženu negu majkama crnakinjama koje izražavaju bol ili problematične simptome.
Jedna publikacija govori o Šalon Irving, crnkinji koja je posle porođaja iskusila simptome poput visokog krvnog pritiska, zamagljenog vida i hematoma. Međutim, lekari su joj savetovali da ne preduzima dalje mere, a Irving je ubrzo umra. Prema autoru, ovo je samo jedan slučaj da medicinske službe moraju da ozbiljno shvate zabrinutost žena crnkinja za svoje zdravlje, jer svojim nečinjnjem doprinose  majčinoj smrti.

### Pristup prekidu trudnoće
Nebezbedni pobačaj je glavni faktor majčinske smrtnosti i morbiditete crnkinja. Naime žene crnkinje koje češče imaju neplanirane trudnoće i niži socio-ekonomski status, češće podležu nesigurnim pobačajima. Pristup sigurnom pobačaju može biti otežan ženama kojima nedostaje prevoz, zdravstveno osiguranje ili one koje trpe socijalnu stigmatizaciju.

#### Nejednak pristup resursima
Istorijski gledano, američki sistemi su crnke isključili iz podrške i resursa koji se daju belim ženama, što je nejednakost koja najbolja ilustruje sistem socijalne zaštite u Sjedinjenim Američkim Državama.
Godine 1935. Sjedinjene Američkr Države su donijele Zakon o socijalnoj sigurnosti, koji je obuhvatao današnje beneficije za socijalnu zaštitu i nezaposlenost. U teoriji, sistem socijalne zaštite pomogao bi svoj djeci i porodicama; ali umesto toga, uglavnom je pomagao bijeloj djeci i porodicama, jer crnci, velikim dijelom, nisu mogli učestvovati u njegovim prednostima. Taj je čin isključio pojedince koji su radili na farmama ili kao pomoć u kući - poslovi koje su često držali Afroamerikanci i živopisni ljudi tokom 1930-ih godina, i tako stvorio sistem u kojem je vladina pomoć uglavnom bila rezervirana za bijelu populaciju.
Sistem socijalne zaštite evoluirao je i poboljšao se od 1935. godine, ali posledice njegovog diskriminatornog porekla i dalje su prisutne u kontinuiranim ciklusima siromaštva i nejednakom pristupu resursima. Sjedinjene Američke Države ne pružaju ženama i djeci crnaca iste beneficije kao i njihovim bijelim kolegama, taj je čin stvorio opasan presedan i ostavio nasljeđe diskriminacije u sistemu namijenjenom poboljšanju pravičnosti, koji se u konačnici odigrava u stavovima i postupanju s Afroamerikancima u sistemima njege.

## Prevencija
Smatra se da se veliki procenat smrtnosti majki može sprečiti, pa su stoga sprovedena istraživanja kako bi se identifikovale metode za smanjenje smrtnosti majki i smanjenje razlika.
Neki istraživači koji se bave kvalitetom bolnica veruju da poboljšanje kvaliteta nege može pomoći u rešavanju dispariteta materinske smrtnosti u Sjedinjenim Državama. Autori jednog članka iz časopisa Seminars in Perinatologi sugerišu da bolnice sa boljim kvalitetom imaju administrativne i lekarske zastupnike, prikupljaju i koriste povratne informacije i imaju značajne ciljeve koje žele da postignu. Pored toga, kapacitet bolnica da nude usluge vezane za majčino zdravlje, kao što su jedinica za intenzivnu negu, 24-časovna anestezija i specijalisti za opštu namenu, doprinosi stopi smrtnosti majki u bolnicama. Davanje prioriteta standardizaciji nege u vreme krize i rani faktori rizika mogu se takođe direktno pozabaviti pitanjima koja dovode do smrtnosti majki kod žena crne rase, kao što su hipertenzija, krvarenje i eklampsija.  Značajno je to što je inicijativa iz 2018. godine u Njujorku pokušala da reši zapanjujuće visok nivo smrtnosti majki crnaca kada su zdravstveni radnici prošli implicitnu obuku o pristrasnosti i uključivali komponentu javnog zdravlja kroz organizacije u zajednici.
Studija Lancet iz 2018. godine koristila je sistem zdravstvene tehnologije pod nazivom „Gabbi“ za procenu zdravstvenih rizika i postojećih stanja kod žena crnaca pre začeća. Studija je otkrila da je upotreba ovog sistema za ciljanje zdravstvenih rizika pred začeće povećala broj rizika kojima se ukazala potrebna pažnja i lečenje.  Rešavanje uslova pre začeća i prenatalne nege mogao bi biti važan deo smanjenja smrtnosti majki Crnaca, jer je verovatno da će žene crnke imati neadresirane prethodno postojeće uslove koji ugrožavaju njihovo zdravlje ili zdravlje deteta. Ovi uslovi mogu uticati na zdravlje roditelja ili deteta čak i pre nego što se dogodi začeće, pa bi upotreba ove vrste sistema mogla biti korisna u smanjenju negativnih ishoda.
Pored toga, stručnjaci za medicinu, sociologiju i pravo rekli su da je neophodno namerno bavljenje rasizmom, kako unutar tako i izvan medicinske oblasti. Neki su se zalagali protiv konvencionalne klasifikacije rase kao faktora rizika za zdravlje, umesto toga, pozivali su na priznavanje rasizma i siromaštva kao osnovnih faktora koji doprinose smrtnosti majki Crnaca i drugim lošim zdravstvenim ishodima za Crnce.

## Reproduktivno i seksualno zdravlje i prava
Neke od prepreka koje utiču na pristup prenatalnoj i postnatalnoj nezi takođe utiču na pristup reproduktivnoj i seksualnoj zdravstvenoj zaštiti. Teže je pristupiti testiranju i lečenju seksualno prenosivih bolesti, HIV-a, kontracepcije, karcinoma i drugih zdravstvenih problema koji utiču na žene onima koji su u okruženju sa malim resursima ili bez zdravstvenog osiguranja. Dalje, crnke su pretrpele dugu istoriju prisilnih sterilizacija i histerektomija bez pristanka.  Studije pokazuju da žene crnke imaju niže stope upotrebe kontracepcije od žena belog pola, što doprinosi većoj stopi neplanirane trudnoće koja je obično veći rizik. Planiranje porodice je manje dostupno za Crnke sa niskim primanjima, a osim toga, neke Crnkinje su nepoverljive prema medicinskim radnicima i kontraceptivima.

## Literatura
- Jack, B. W.; Culpepper, L. (1990). „Preconception care. Risk reduction and health promotion in preparation for pregnancy”. JAMA. 264 (9): 1147—1149. PMID 2384939. doi:10.1001/jama.1990.03450090083032. View in Article Scopus (69) PubMed Crossref Google Scholar
- Van Der Zee, B.; De Beaufort, I.; Temel, S.; De Wert, G.; Denktas, S.; Steegers, E. (2011). „Preconception care: An essential preventive strategy to improve children's and women's health”. J. Public Health Policy. 32 (3): 367—379. PMID 21808249. S2CID 5488996. doi:10.1057/jphp.2011.13. View in Article Scopus (26) PubMed Crossref Google Scholar
- Anderson JE Ebrahim S Floyd L Atrash H (2006). „Prevalence of Risk Factors for Adverse Pregnancy Outcomes During Pregnancy and the Preconception Period—United States, 2002–2004”. Matern Child Health J. 10 (575): 575. doi:10.1007/s10995-006-0126-7.View in Article  Scopus (0) Crossref Google Scholar
- Johnson K Posner S Biermann J;  . (2006). „Recommendations to improve preconception health and health care—United States. A report of the CDC/ATSDR Preconception Care Work Group and the Select Panel on Preconception Care”. Morb Mortal Wkly Rep. 55 (RR-6): 1—23. PMID 16617292. View in Article  PubMed Google Scholar
- Jack BW Atrash H Coonrod DV Moos M-K O'Donnell J Johnson K The clinical content of preconception care: an overview and preparation of this supplement. American Journal of Obstetrics & Gynecology 2008; 199: S266-S279 View in Article Scopus (136) Summary Full Text Full Text PDF Google Scholar
- WHO Meeting to develop a global consensus on preconception care to reduce maternal and childhood mortality and morbidity. World Health Organization Headquarters Meeting Report. https://apps.who.int/iris/handle/10665/78067 Date: 2012 Date accessed: January 18, 2020 View in Article Google Scholar
- Stephenson, J.; Heslehurst, N.; Hall, J.; Schoenaker DAJM; Hutchinson, J.; Cade, J. E.; Poston, L.; Barrett, G.; Crozier, S. R.; Barker, M.; Kumaran, K.; Yajnik, C. S.; Baird, J.; Mishra, G. D. (2018). „Before the beginning: Nutrition and lifestyle in the preconception period and its importance for future health”. Lancet. 391 (10132): 1830—1841. PMC 6075697 . PMID 29673873. doi:10.1016/S0140-6736(18)30311-8.
- American Medical Association (1999). „State-specific maternal mortality among black and white women: United States, 1987–1996”. The Journal of the American Medical Association. 282 (13): 1220—1222.
- Berg C. J, Atrash H. K, Koonin L. M, Tucker M. (1996). „Pregnancy-related mortality in the United States, 1987–1990”. Obstetrics and Gynecology. 88 (2): 271—277. PMID 8692494. S2CID 23486923. doi:10.1016/0029-7844(96)00135-4.
- Center for Disease Control (1999). „Healthier mothers and babies: Trends in reducing infant and maternal mortality in the US”. Morbidity and Mortality Weekly Report. 47: 849.
- Chichakli L. O, Atrash H. K, Mackay A. P, Musani A. S, Berg C. J (1999). „Pregnancy-related mortality in the United States due to hemorrhage: 1979–1992”. Obstetrics and Gynecology. 94 (5): 721—725. PMID 10546717.
- Hopkins F. W, Mackay A. P, Koonin L. M, Berg D. J, Irwin M, Atrash H. K (1999). „Pregnancy-related mortality in Hispanic women in the United States”. Obstetrics and Gynecology. 94 (5): 747—752. PMID 10546722. doi:10.1016/s0029-7844(99)00393-2. [PubMed]

## Spoljašnje veze
|  | Molimo Vas, obratite pažnju na važno upozorenje u vezi sa temama iz oblasti medicine (zdravlja). |